# Новотроицкий сельсовет (Хакасия)
Новотроицкий сельсовет — административно-территориальная единица и упразднённое сельское поселение в Бейском районе Хакасии.
Административный центр и единственный населённый пункт — село Новотроицкое.

## История
Статус и границы сельского поселения установлены Законом Республики Хакасия от 7 октября 2004 года № 60 «Об утверждении границ муниципальных образований Бейского района и наделении их соответственно статусом муниципального района, сельского поселения»
Новотроицкий сельсовет законом от 3 мая 2018 года был упразднён в пользу Бейского сельсовета.

## Население
| 2002 | 2010 | 2012 | 2013 | 2014 | 2015 | 2016 |
| ---- | ---- | ---- | ---- | ---- | ---- | ---- |
| 1034 | ↘807 | ↘775 | ↘747 | ↘729 | ↘709 | ↘706 |
| 2017 | 2018 | 2019 | 2020 |      |      |      |
| ↘684 | ↘678 | ↘665 | ↘656 |      |      |      |

## Местное самоуправление
Администрация
с. Новотроицкое, Гаражный,  1
Глава администрации
- Дашкин Павел Иванович